# 도장 삼례
도장 삼례(道場三禮)는 검도 수련자가 도장에 늘어서면서 지켜야 할 예법을 말한다. 모두 세 가지인데, ① 국기에 대한 예, ② 스승에 대한 예, ③ 수련자 상호간의 예 등이다.